# Liga Mexicana de Béisbol 2007
La Temporada 2007 de la Liga Mexicana de Béisbol fue la edición número 83. Fue inaugurada el 20 de marzo con un partido entre los Tigres de Quintana Roo y los campeones de 2006, los Leones de Yucatán.
Hubo tres cambios de sede con respecto a la temporada 2006: los Tigres pasaron de jugar de la "Angelópolis" a Cancún, Quintana Roo; los Petroleros-Cafeteros de Poza Rica-Córdoba (nombre que se les dio debido a que se mudaron de Poza Rica a Córdoba a la mitad de la temporada) se mudaron provenientes de Córdoba, Veracruz a Minatitlán, Veracruz para convertirse en los Petroleros de Minatitlán. Los Tuneros de San Luis se mudaron a Chihuahua para revivir el béisbol profesional en esa ciudad en la que no había equipo desde la temporada de 1982; por esta razón, su nombre cambió al de Dorados de Chihuahua.
Se designó como presidente de la liga a Plinio Escalante en sustitución de Alejandro Hütt que ocupó el puesto durante las temporadas 2005 y 2006.
Se implementó el Gameday en el sitio oficial de la liga a través del cual se pueden seguir lanzamiento por lanzamiento todos los partidos de la temporada; en temporadas pasadas, solo se había habilitado ésta opción para el Juego de Estrellas y la Serie Final. Este sistema es muy similar al usado por las Grandes Ligas de Béisbol. 
Los Sultanes de Monterrey dirigidos por Félix Fermín fueron los campeones de este año, ganándole en 7 juegos a los Leones de Yucatán.

## Equipos participantes
| Liga Mexicana de Béisbol 2007 |                              |           |                                |                                      |           |
| Zona                          | Equipo                       | Fundación | Ciudad                         | Estadio                              | Capacidad |
| Norte                         | Acereros del Norte           | 1974      | Monclova, Coahuila             | Monclova                             | 8,500     |
| Norte                         | Dorados de Chihuahua         | 1936      | Chihuahua, Chihuahua           | Monumental Chihuahua                 | 14,500    |
| Norte                         | Pericos de Puebla            | 1938      | Puebla, Puebla                 | Hermanos Serdán                      | 12,112    |
| Norte                         | Potros de Tijuana            | 2004      | Tijuana, Baja California       | Calimax                              | 17,000    |
| Norte                         | Rieleros de Aguascalientes   | 1975      | Aguascalientes, Aguascalientes | Alberto Romo Chávez                  | 6,494     |
| Norte                         | Saraperos de Saltillo        | 1970      | Saltillo, Coahuila             | Francisco I. Madero                  | 16,000    |
| Norte                         | Sultanes de Monterrey        | 1939      | Monterrey, Nuevo León          | Monterrey                            | 22,061    |
| Norte                         | Vaqueros Laguna              | 1940      | Torreón, Coahuila              | Revolución                           | 9,500     |
| Sur                           | Diablos Rojos del México     | 1940      | México, D. F.                  | Foro Sol                             | 25,000    |
| Sur                           | Guerreros de Oaxaca          | 1996      | Oaxaca, Oaxaca                 | Eduardo Vasconcelos                  | 7,200     |
| Sur                           | Leones de Yucatán            | 1954      | Mérida, Yucatán                | Kukulcán                             | 14,917    |
| Sur                           | Olmecas de Tabasco           | 1975      | Villahermosa, Tabasco          | Centenario 27 de Febrero             | 8,500     |
| Sur                           | Petroleros de Minatitlán     | 1992      | Minatitlán, Veracruz           | 18 de marzo de 1938                  | 7,500     |
| Sur                           | Piratas de Campeche          | 1980      | Campeche, Campeche             | Nelson Barrera Romellón              | 6,000     |
| Sur                           | Rojos del Águila de Veracruz | 1903      | Veracruz, Veracruz             | Deportivo Universitario "Beto Ávila" | 7,782     |
| Sur                           | Tigres de Quintana Roo       | 1955      | Cancún, Quintana Roo           | Beto Ávila                           | 9,500     |

## Posiciones

### Primera Vuelta
| Zona Norte     | Zona Norte | Zona Norte | Zona Norte | Zona Norte | Zona Norte |
| Equipo         | JG         | JP         | PCT        | JV         | Puntos     |
| -------------- | ---------- | ---------- | ---------- | ---------- | ---------- |
| Monterrey      | 36         | 18         | .667       | -          | 8          |
| Saltillo       | 35         | 21         | .625       | 2.0        | 7          |
| Puebla         | 29         | 27         | .518       | 8.0        | 6.5        |
| Laguna         | 28         | 28         | .500       | 9.0        | 6          |
| Tijuana        | 26         | 29         | .473       | 10.5       | 5.5        |
| Aguascalientes | 25         | 31         | .446       | 12.0       | 4.75       |
| Monclova       | 25         | 31         | .446       | 12.0       | 4.75       |
| Chihuahua      | 19         | 37         | .339       | 18.0       | 4          |

| Zona Sur     | Zona Sur | Zona Sur | Zona Sur | Zona Sur | Zona Sur |
| Equipo       | JG       | JP       | PCT      | JV       | Puntos   |
| ------------ | -------- | -------- | -------- | -------- | -------- |
| México       | 37       | 19       | .661     | -        | 8        |
| Quintana Roo | 36       | 20       | .643     | 1.0      | 7        |
| Tabasco      | 29       | 27       | .518     | 8.0      | 6.5      |
| Oaxaca       | 27       | 28       | .491     | 9.5      | 6        |
| Yucatán      | 26       | 30       | .464     | 11.0     | 5.5      |
| Campeche     | 25       | 31       | .446     | 12.0     | 5        |
| Minatitlán   | 22       | 34       | .393     | 15.0     | 4.5      |
| Veracruz     | 21       | 35       | .375     | 16.0     | 4        |

### Segunda Vuelta
| Zona Norte     | Zona Norte | Zona Norte | Zona Norte | Zona Norte | Zona Norte |
| Equipo         | JG         | JP         | PCT        | JV         | Puntos     |
| -------------- | ---------- | ---------- | ---------- | ---------- | ---------- |
| Saltillo       | 33         | 19         | .635       | -          | 8          |
| Monterrey      | 33         | 20         | .623       | 0.5        | 7          |
| Monclova       | 32         | 21         | .604       | 1.5        | 6.5        |
| Puebla         | 30         | 24         | .556       | 4.0        | 6          |
| Chihuahua      | 26         | 26         | .500       | 7.0        | 5.5        |
| Laguna         | 24         | 28         | .462       | 9.0        | 5          |
| Tijuana        | 22         | 30         | .423       | 11.0       | 4.5        |
| Aguascalientes | 15         | 36         | .294       | 17.5       | 4          |

| Zona Sur     | Zona Sur | Zona Sur | Zona Sur | Zona Sur | Zona Sur |
| Equipo       | JG       | JP       | PCT      | JV       | Puntos   |
| ------------ | -------- | -------- | -------- | -------- | -------- |
| Yucatán      | 35       | 19       | .648     | -        | 8        |
| México       | 32       | 22       | .593     | 3.0      | 7        |
| Quintana Roo | 28       | 26       | .519     | 7.0      | 6.5      |
| Tabasco      | 27       | 27       | .500     | 8.0      | 6        |
| Oaxaca       | 25       | 29       | .463     | 10.0     | 5.5      |
| Veracruz     | 24       | 29       | .453     | 10.5     | 5        |
| Campeche     | 21       | 31       | .404     | 13.0     | 4.5      |
| Minatitlán   | 17       | 37       | .315     | 18.0     | 4        |

### Global
| Zona Norte     | Zona Norte | Zona Norte | Zona Norte | Zona Norte | Zona Norte |
| Equipo         | JG         | JP         | PCT        | JV         | Puntos     |
| -------------- | ---------- | ---------- | ---------- | ---------- | ---------- |
| Monterrey      | 69         | 38         | .645       | -          | 15         |
| Saltillo       | 68         | 40         | .630       | 1.5        | 15         |
| Puebla         | 59         | 51         | .536       | 11.5       | 12.5       |
| Monclova       | 57         | 52         | .523       | 13.0       | 11.75      |
| Laguna         | 52         | 56         | .481       | 17.5       | 11         |
| Tijuana        | 48         | 59         | .449       | 21.0       | 10         |
| Chihuahua      | 45         | 63         | .417       | 24.5       | 9.5        |
| Aguascalientes | 40         | 67         | .374       | 29.0       | 8.75       |

| Zona Sur     | Zona Sur | Zona Sur | Zona Sur | Zona Sur | Zona Sur |
| Equipo       | JG       | JP       | PCT      | JV       | Puntos   |
| ------------ | -------- | -------- | -------- | -------- | -------- |
| México       | 69       | 41       | .627     | -        | 15       |
| Quintana Roo | 64       | 46       | .582     | 5.0      | 13.5     |
| Yucatán      | 61       | 49       | .555     | 8.0      | 13.5     |
| Tabasco      | 56       | 54       | .509     | 13.0     | 12.5     |
| Oaxaca       | 52       | 57       | .477     | 16.5     | 11.5     |
| Campeche     | 46       | 62       | .426     | 22.0     | 9.5      |
| Veracruz     | 45       | 64       | .413     | 23.0     | 9        |
| Minatitlán   | 39       | 71       | .355     | 30.0     | 8.5      |

| Clasificado a los playoffs |

## Juego de Estrellas
El Juego de Estrellas de la LMB se realizó el 3 de junio en el Parque Deportivo Universitario "Beto Ávila" de Veracruz, Veracruz, casa de los Rojos del Águila de Veracruz. El resultado favoreció a la Zona Norte 5-3. Un día antes se celebró el Home Run Derby, y la noche anterior al Home Run Derby se efectuó la cena de premiación a lo mejor del 2006.
El jugador más valioso del Juego de Estrellas fue el dominicano José Ortiz de los Saraperos de Saltillo.
Cuando menos 25 cadenas de radio transmitieron el partido a nivel nacional.

### Tirilla(enlace rotodisponible enInternet Archive; véase elhistorial, laprimera versióny laúltima).
| Equipo                                                        | 1 | 2 | 3 | 4 | 5 | 6 | 7 | 8 | 9 | C | H  | E |
| ------------------------------------------------------------- | - | - | - | - | - | - | - | - | - | - | -- | - |
| Zona Norte                                                    | 0 | 0 | 4 | 1 | 0 | 0 | 0 | 0 | 0 | 5 | 13 | 0 |
| Zona Sur                                                      | 0 | 0 | 0 | 0 | 0 | 0 | 0 | 2 | 1 | 3 | 6  | 0 |
| G: Nelson Figueroa; P: Víctor Álvarez; SV: Máximo de la Rosa. |   |   |   |   |   |   |   |   |   |   |    |   |
| HR: NTE - José Ortiz; SUR - Roberto Saucedo. ASIST: 6,500.    |   |   |   |   |   |   |   |   |   |   |    |   |

### Home Run Derby
Karim García de los Sultanes de Monterrey fue el ganador del Home Run Derby. García ganó en desempate a Carlos Rivera de los Guerreros de Oaxaca quien abrió la ronda final y conectó 4 vuelacercas, sin embargo, Karim disparó uno de los cuadrangulares más largos en la historia del estadio al depositar la esférica sobre el techo de la Villa Olímpica que se ubica detrás de la barda del jardín derecho.

### Derby de Mascotas
Con gran éxito se realizó "Derby de las Mascotas 2007" dentro del marco del fin de semana de las estrellas que realizó en el Puerto Jarocho. La mascota oficial de los Potros de Tijuana, el carismático "Potro Bayo" se proclamó campeón venciendo en la gran final al defensor 2006, "Leoncio" de los Leones de Yucatán.

## Play-offs
|  | Primer Play off            | Primer Play off            |           |   | Finales de zona   | Finales de zona   |  |  | Serie Final       | Serie Final       |
|  | 31 de julio - 10 de agosto | 31 de julio - 10 de agosto |           |   | 11 - 18 de agosto | 11 - 18 de agosto |  |  | 21 - 31 de agosto | 21 - 31 de agosto |
|  |                            |                            |           |   |                   |                   |  |  |                   |                   |
|  |                            |                            |           |   |                   |                   |  |  |                   |                   |
|  |                            |                            |           |   |                   |                   |  |  |                   |                   |
|  | Puebla                     | 1                          |           |   |                   |                   |  |  |                   |                   |
|  | Puebla                     | 1                          |           |   |                   |                   |  |  |                   |                   |
|  | Saltillo                   | 4                          |           |   |                   |                   |  |  |                   |                   |
|  | Saltillo                   | 4                          | Saltillo  | 1 |                   |                   |  |  |                   |                   |
|  | Zona Norte                 |                            | Saltillo  | 1 |                   |                   |  |  |                   |                   |
|  |                            | Monterrey                  | 4         |   |                   |                   |  |  |                   |                   |
|  | Monclova                   | Monterrey                  | 4         | 3 |                   |                   |  |  |                   |                   |
|  | Monclova                   |                            |           | 3 |                   |                   |  |  |                   |                   |
|  | Monterrey                  | 4                          |           |   |                   |                   |  |  |                   |                   |
|  | Monterrey                  | 4                          | Monterrey | 4 |                   |                   |  |  |                   |                   |
|  |                            |                            | Monterrey | 4 |                   |                   |  |  |                   |                   |
|  |                            | Yucatán                    | 3         |   |                   |                   |  |  |                   |                   |
|  | Yucatán                    | Yucatán                    | 3         | 4 |                   |                   |  |  |                   |                   |
|  | Yucatán                    |                            |           | 4 |                   |                   |  |  |                   |                   |
|  | Quintana Roo               | 1                          |           |   |                   |                   |  |  |                   |                   |
|  | Quintana Roo               | 1                          | Yucatán   | 4 |                   |                   |  |  |                   |                   |
|  | Zona Sur                   |                            | Yucatán   | 4 |                   |                   |  |  |                   |                   |
|  |                            | México                     | 1         |   |                   |                   |  |  |                   |                   |
|  | Tabasco                    | México                     | 1         | 3 |                   |                   |  |  |                   |                   |
|  | Tabasco                    |                            |           | 3 |                   |                   |  |  |                   |                   |
|  | México                     | 4                          |           |   |                   |                   |  |  |                   |                   |
|  | México                     | 4                          |           |   |                   |                   |  |  |                   |                   |

### Resultados de la Primera Ronda de la eliminatoria

#### Zona norte
Monclova vs. Monterrey

Juego 1: Monclova 2 - Monterrey 3, Serie MTY 1-0

Juego 2: Monclova 1 - Monterrey 7, Serie MTY 2-0

Juego 3: Monterrey 1 - Monclova 4, Serie MTY 2-1

Juego 4: Monterrey 4 - Monclova 5, Serie 2-2

Juego 5: Monterrey 2 - Monclova 1, Serie MTY 3-2

Juego 6: Monclova 3 - Monterrey 2, Serie 3-3

Juego 7: Monclova 1 - Monterrey 2, MTY gana la serie 4-3
Puebla vs. Saltillo

Juego 1: Puebla 4 - Saltillo 7, Serie SAL 1-0

Juego 2: Puebla 2 - Saltillo 10, Serie SAL 2-0

Juego 3: Saltillo 13 - Puebla 5, Serie SAL 3-0

Juego 4: Saltillo 0 - Puebla 3, Serie SAL 3-1

Juego 5: Saltillo 5 - Puebla 3, SAL gana la serie 4-1

#### Zona sur
Tabasco vs. México

Juego 1: Tabasco 5 - México 3, Serie TAB 1-0

Juego 2: Tabasco 0 - México 8, Serie 1-1

Juego 3: México 4 - Tabasco 8, Serie TAB 2-1

Juego 4: México 1 - Tabasco 3, Serie TAB 3-1

Juego 5: México 7 - Tabasco 0, Serie TAB 3-2

Juego 6: Tabasco 1 - México 8, Serie 3-3

Juego 7: Tabasco 6 - México 15, MEX gana la serie 4-3
Yucatán vs. Quintana Roo

Juego 1: Yucatán 0 - Quintana Roo 3, Serie QR 1-0

Juego 2: Yucatán 6 - Quintana Roo 0, Serie 1-1

Juego 3: Quintana Roo 4 - Yucatán 5, Serie YUC 2-1

Juego 4: Quintana Roo 5 - Yucatán 6, Serie YUC 3-1

Juego 5: Quintana Roo 0 - Yucatán 5, YUC gana la serie 4-1

### Resultados de las finales por zonas

#### Zona norte
Saltillo vs. Monterrey

Juego 1: Saltillo 3 - Monterrey 10, Serie MTY 1-0

Juego 2: Saltillo 7 - Monterrey 2, Serie 1-1

Juego 3: Monterrey 4 - Saltillo 3, Serie MTY 2-1

Juego 4: Monterrey 12 - Saltillo 6, Serie MTY 3-1

Juego 5: Monterrey 6 - Saltillo 2, MTY gana la serie 4-1

#### Zona sur
Yucatán vs. México
Juego 1: Yucatán 6 - México 13, Serie MEX 1-0

Juego 2: Yucatán 10 - México 6, Serie 1-1

Juego 3: México 0 - Yucatán 1, Serie YUC 2-1

Juego 4: México 3 - Yucatán 4, Serie YUC 3-1

Juego 5: México 0 - Yucatán 1, YUC gana la serie 4-1

### Serie Final

#### Juego 1(enlace rotodisponible enInternet Archive; véase elhistorial, laprimera versióny laúltima).
21 de agosto de 2007; Estadio de Béisbol Monterrey, Monterrey, Nuevo León
| Equipo                                                         | 1 | 2 | 3 | 4 | 5 | 6 | 7 | 8 | 9 | C | H  | E |
| -------------------------------------------------------------- | - | - | - | - | - | - | - | - | - | - | -- | - |
| Yucatán                                                        | 0 | 0 | 0 | 0 | 7 | 1 | 0 | 0 | 0 | 9 | 10 | 0 |
| Monterrey                                                      | 0 | 0 | 1 | 1 | 1 | 0 | 1 | 1 | 1 | 6 | 10 | 1 |
| G: Oswaldo Verdugo (3-0); P: Mauricio Lara (2-1); SV: No hubo. |   |   |   |   |   |   |   |   |   |   |    |   |
| HR: No hubo. ASIST: 23,000.                                    |   |   |   |   |   |   |   |   |   |   |    |   |

#### Juego 2(enlace rotodisponible enInternet Archive; véase elhistorial, laprimera versióny laúltima).
22 de agosto de 2007; Estadio de Béisbol Monterrey, Monterrey, Nuevo León
| Equipo                                                                  | 1 | 2 | 3 | 4 | 5 | 6 | 7 | 8 | 9 | C | H  | E |
| ----------------------------------------------------------------------- | - | - | - | - | - | - | - | - | - | - | -- | - |
| Yucatán                                                                 | 0 | 3 | 0 | 0 | 0 | 0 | 0 | 0 | 0 | 3 | 7  | 0 |
| Monterrey                                                               | 1 | 0 | 0 | 1 | 4 | 1 | 0 | 0 | X | 7 | 12 | 1 |
| G: Alfredo Aceves (2-2); P: Salvador Arellano (1-1); SV: No hubo.       |   |   |   |   |   |   |   |   |   |   |    |   |
| HR: MTY - K. García (1), L. A. García (1), M. López (2). ASIST: 16,253. |   |   |   |   |   |   |   |   |   |   |    |   |

#### Juego 3(enlace rotodisponible enInternet Archive; véase elhistorial, laprimera versióny laúltima).
26 de agosto de 2007; Estadio Kukulcán, Mérida, Yucatán
| Equipo                                                                   | 1 | 2 | 3 | 4 | 5 | 6 | 7 | 8 | 9 | C | H  | E |
| ------------------------------------------------------------------------ | - | - | - | - | - | - | - | - | - | - | -- | - |
| Monterrey                                                                | 0 | 0 | 0 | 0 | 0 | 4 | 0 | 0 | 0 | 4 | 11 | 1 |
| Yucatán                                                                  | 1 | 0 | 0 | 0 | 0 | 0 | 0 | 0 | 2 | 3 | 5  | 0 |
| G: Walter Silva (1-0); P: Luis Navarro (0-1); SV: Máximo de la Rosa (3). |   |   |   |   |   |   |   |   |   |   |    |   |
| HR: No hubo. ASIST: 10,916.                                              |   |   |   |   |   |   |   |   |   |   |    |   |

#### Juego 4(enlace rotodisponible enInternet Archive; véase elhistorial, laprimera versióny laúltima).
27 de agosto de 2007; Estadio Kukulcán, Mérida, Yucatán
| Equipo                                                         | 1 | 2 | 3 | 4 | 5 | 6 | 7 | 8 | 9 | C  | H  | E |
| -------------------------------------------------------------- | - | - | - | - | - | - | - | - | - | -- | -- | - |
| Monterrey                                                      | 2 | 0 | 0 | 0 | 0 | 0 | 0 | 0 | 0 | 2  | 7  | 3 |
| Yucatán                                                        | 0 | 1 | 0 | 0 | 5 | 0 | 4 | 1 | X | 11 | 13 | 0 |
| G: Oswaldo Verdugo (4-0); P: Félix Heredia (0-2); SV: No hubo. |   |   |   |   |   |   |   |   |   |    |    |   |
| HR: MTY - K. García (4). ASIST: 9,563.                         |   |   |   |   |   |   |   |   |   |    |    |   |

#### Juego 5(enlace rotodisponible enInternet Archive; véase elhistorial, laprimera versióny laúltima).
28 de agosto de 2007; Estadio Kukulcán, Mérida, Yucatán
| Equipo                                                     | 1 | 2 | 3 | 4 | 5 | 6 | 7 | 8 | 9 | C | H | E |
| ---------------------------------------------------------- | - | - | - | - | - | - | - | - | - | - | - | - |
| Monterrey                                                  | 0 | 0 | 1 | 0 | 0 | 0 | 1 | 0 | 0 | 2 | 4 | 1 |
| Yucatán                                                    | 0 | 2 | 1 | 0 | 0 | 0 | 0 | 0 | X | 3 | 5 | 0 |
| G: José Vargas (4-0); P: Mauricio Lara (2-2); SV: No hubo. |   |   |   |   |   |   |   |   |   |   |   |   |
| HR: MTY - L. A. García (5). ASIST: 11,427.                 |   |   |   |   |   |   |   |   |   |   |   |   |

#### Juego 6(enlace rotodisponible enInternet Archive; véase elhistorial, laprimera versióny laúltima).
30 de agosto de 2007; Estadio de Béisbol Monterrey, Monterrey, Nuevo León
| Equipo                                                                          | 1 | 2 | 3 | 4 | 5 | 6 | 7 | 8 | 9 | C | H  | E |
| ------------------------------------------------------------------------------- | - | - | - | - | - | - | - | - | - | - | -- | - |
| Yucatán                                                                         | 0 | 0 | 0 | 0 | 0 | 1 | 0 | 0 | 1 | 2 | 6  | 0 |
| Monterrey                                                                       | 3 | 0 | 0 | 0 | 0 | 2 | 0 | 0 | X | 5 | 10 | 2 |
| G: Alfredo Aceves (3-2); P: Salvador Arellano (1-2); SV: Máximo de la Rosa (4). |   |   |   |   |   |   |   |   |   |   |    |   |
| HR: YUC - W. Romero (1); MTY - M. López (5). ASIST: 26,589.                     |   |   |   |   |   |   |   |   |   |   |    |   |

#### Juego 7(enlace rotodisponible enInternet Archive; véase elhistorial, laprimera versióny laúltima).
31 de agosto de 2007; Estadio de Béisbol Monterrey, Monterrey, Nuevo León
| Equipo                                                                   | 1 | 2 | 3 | 4 | 5 | 6 | 7 | 8 | 9 | C | H | E |
| ------------------------------------------------------------------------ | - | - | - | - | - | - | - | - | - | - | - | - |
| Yucatán                                                                  | 0 | 0 | 0 | 0 | 0 | 0 | 0 | 0 | 1 | 1 | 7 | 0 |
| Monterrey                                                                | 1 | 0 | 1 | 0 | 0 | 0 | 0 | 0 | X | 2 | 7 | 1 |
| G: Walter Silva (2-0); P: Óscar Rivera (2-3); SV: Máximo de la Rosa (5). |   |   |   |   |   |   |   |   |   |   |   |   |
| HR: YUC - Q. Foster (1); MTY - K. García (5). ASIST: 27,000.             |   |   |   |   |   |   |   |   |   |   |   |   |

## Líderes
A continuación se muestran los lideratos tanto individuales como colectivos de los diferentes departamentos de bateo y de pitcheo.

### Bateo
| Categoría           | Individual             | Marca | Colectivo                | Marca |
| ------------------- | ---------------------- | ----- | ------------------------ | ----- |
| Porcentaje          | Carlos Rivera (OAX)    | .410  | Diablos Rojos del México | .319  |
| Carreras Producidas | Donny León (PUE)       | 104   | Diablos Rojos del México | 653   |
| Home Runs           | Donny León (PUE)       | 31    | Saraperos de Saltillo    | 151   |
| Carreras Anotadas   | Demond Smith (CHI)     | 97    | Diablos Rojos del México | 692   |
| Hits                | Willie Romero (YUC)    | 150   | Diablos Rojos del México | 1,238 |
| Dobles              | Víctor Bojórquez (MEX) | 39    | Diablos Rojos del México | 263   |
| Triples             | Willie Romero (YUC)    | 15    | Leones de Yucatán        | 52    |
| Bases Robadas       | Demond Smith (CHI)     | 40    | Dorados de Chihuahua     | 113   |
| Slugging            | Donny León (PUE)       | .699  | Diablos Rojos del México | .499  |

### Pitcheo
| Categoría         | Individual                            | Marca | Colectivo                                      | Marca |
| ----------------- | ------------------------------------- | ----- | ---------------------------------------------- | ----- |
| Efectividad       | Pablo Ortega (TIG)                    | 2.38  | Tigres de Quintana Roo                         | 3.80  |
| Juegos Ganados    | José Lima (SAL) Nerio Rodríguez (MVA) | 13    | Diablos Rojos del México Sultanes de Monterrey | 69    |
| Ponches           | Francisco Campos (CAM)                | 108   | Vaqueros Laguna                                | 676   |
| Entradas Lanzadas | José Lima (SAL)                       | 160.0 | Tigres de Quintana Roo                         | 989.2 |
| Juegos Completos  | Nelson Figueroa (CHI)                 | 10    | Dorados de Chihuahua                           | 12    |
| Blanqueadas       | José Mercedes (PUE)                   | 2     | Sultanes de Monterrey                          | 12    |
| Juegos Salvados   | Máximo de la Rosa (MTY)               | 33    | Sultanes de Monterrey                          | 37    |
| WHIP              | Edwin Moreno (MIN)                    | 0.90  | Tigres de Quintana Roo                         | 1.40  |

## Designaciones
| Designación         | Ganador            | Equipo                     |
| ------------------- | ------------------ | -------------------------- |
| Jugador más valioso | Donny León         | Pericos de Puebla          |
| Pitcher del año     | Nerio Rodríguez    | Acereros del Norte         |
| Relevista del año   | Máximo de la Rosa  | Sultanes de Monterrey      |
| Novato del año      | Orlando Lara       | Diablos Rojos del México   |
| Retorno del año     | Fernando Rodríguez | Rieleros de Aguascalientes |
| Mánager del año     | Lino Rivera        | Leones de Yucatán          |
| Ejecutivo del año   | Roberto Magdaleno  | Sultanes de Monterrey      |

## Acontecimientos relevantes
- 21 al 24 de febrero: En hecho sin precedentes la LMB y la Universidad Iberoamericana organizaron la primera Cumbre del Béisbol Mexicano en la Ciudad de México, en la cual se discutieron diversos temas referentes al Rey de los Deportes con la participación de directivos, profesores y periodistas de varias partes de México y otros países.[9]

### Polémicas
Por orden de las Ligas Menores de Béisbol, organismo al que está afiliada la LMB, se aplicó una regla polémica en la que al bateador que saliera de la caja de bateo mientras tomaba su turno (excepto si pidió tiempo) se le cantaba un strike. A esta regla se le llamó popularmente como el 'strike fantasma' o 'strike automático'. 
Se dieron algunos juegos de tolerancia para que los peloteros se fueran acostumbrando, pero en un encuentro Tigres - Diablos disputado en el Foro Sol, Matías Carrillo de los Tigres protestó de manera grosera contra el umpire y las autoridades de la liga que se encontraban presenciando el juego en los palcos atrás de home después de que se le aplicó la citada regla. Después de algunos días, Plinio Escalante, presidente de la liga, determinó una suspensión de 30 partidos, acción que no agradó a muchos de los aficionados pues se dijo que la decisión se tomó sobre la base de la gran trayectoria del pelotero y no conforme al reglamento.
Otra polémica se desató cuando José Maíz, dueño de los Sultanes de Monterrey, acusó a Juan Manuel Ley, dueño de los Saraperos de Saltillo, de infringir el tope salarial en la contratación del pitcher dominicano José Lima. Todo inició cuando durante la pretemporada se decía que Lima vendría a la LMB con los Sultanes y días después se anunció que ya había firmado con Saraperos, lo que ocasionó que Maíz pensara que se fue con el otro equipo porque se le había ofrecido dinero extra. Después de haberse realizado varias investigaciones tanto por la parte acusadora como por la liga, en diciembre Plinio Escalante determinó que no había ocurrido nada que infringiera el reglamento.
Por otra parte, hubo otra pelea entre los dos personajes anteriores pues Maíz acusaba a Ley de que el jugador de Saltillo, José Manuel Rodríguez, quién venía de una liga independiente de Estados Unidos, no había sido adquirido pasando por un draft como lo indica el reglamento. Las críticas fueron contra Maíz pues el pelotero había llegado a la liga desde el 2006 y fue hasta esta temporada en la que el pelotero empezó a destacar cuando se presentó la queja, la cual tampoco prosperó.